# هوبير هاريسون
هوبير هاريسون (30 مايو 1917 في نيوزيلندا - 26 فبراير 1977) (بالإنجليزية: Hubert Harrison)‏ هو لاعب كريكت نيوزلندي.

## وصلات خارجية
- هوبير هاريسون على موقع إي آس بي آن كريك إنفو (الإنجليزية)